# Степаненко Євген Олександрович
Євген Олександрович Степаненко — український військовий, від лютого 2020 року командувач військ зв'язку та кібернетичної безпеки Збройних Сил України, генерал-майор.

## Життєпис
У 1998-му з відзнакою закінчив Полтавське вище командне училище зв'язку.
Офіцерську службу розпочав у 98-й окремій вузловій бригаді Західного оперативного командування (с. Старичі, Львівська область). Пройшов шлях від командира взводу до командира батальйону зв'язку. Був начальником оперативного відділення, начальником штабу військової частини в Гостомелі.
З 2012 по 2016 рік очолював бригаду зв'язку — об'єднаний польовий гвардійський вузол зв'язку Генерального штабу ЗСУ (с. Семиполки, Київська область). Учасник бойових дій на сході України.
З 2016 по 2020 рік — начальник Військового інституту телекомунікацій та інформатизації.
У лютому 2020 року Євген Степаненко призначений командувачем військ зв'язку та кібербезпеки Збройних Сил України.

## Нагороди
За особистий внесок у зміцнення обороноздатності Української держави, мужність, самовідданість і високий професіоналізм, виявлені під час бойових дій та при виконанні службових обов'язків, відзначений:
- Орденом Богдана Хмельницького ІІІ ступеня[3].